# Kenkoku kinen no hi

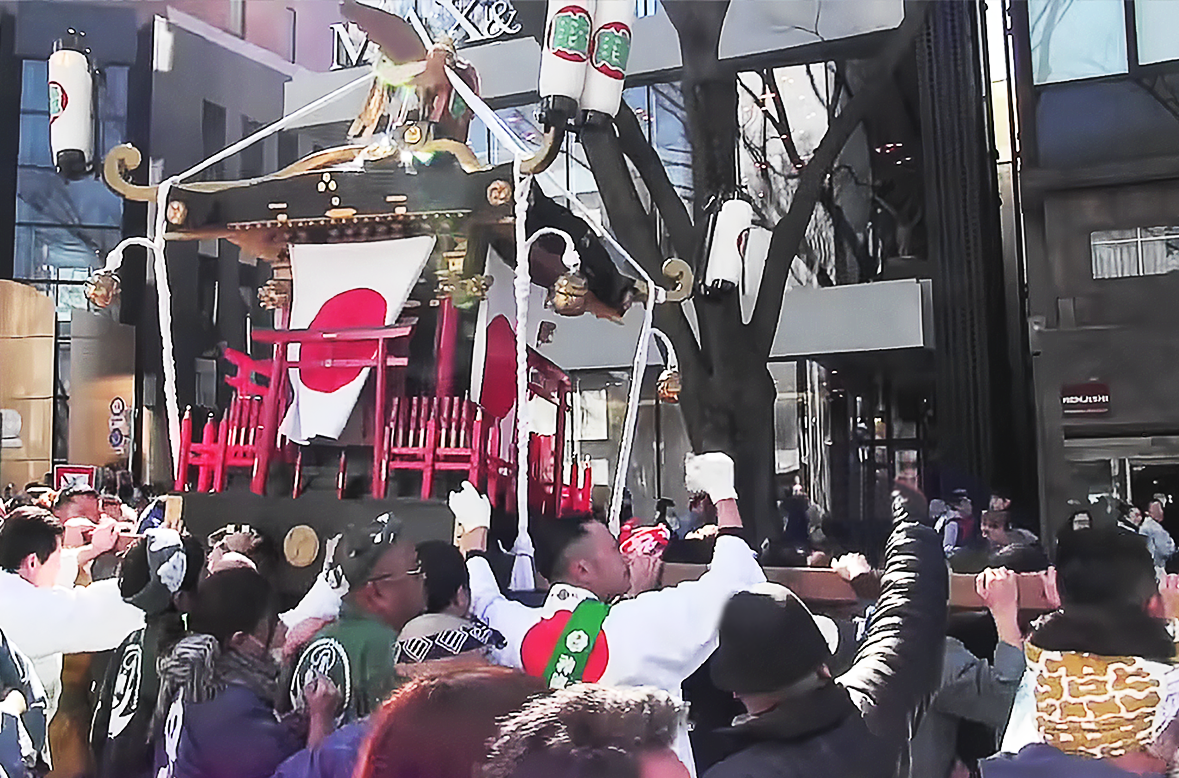
Un mikoshi dans une rue de Tokyo, lors de Kenkoku kinen no hi.

Le Kenkoku kinen no hi (建国記念の日) célèbre le jour de fondation mythique de l'État japonais.
Il a lieu tous les ans le 11 février. C’est un jour férié, reporté au lendemain si ce jour tombe un dimanche, conformément à la loi.

## Histoire
Cette fête commémore la fondation de la nation japonaise chez le Kashihara-gū et de la lignée impériale par Jinmu, le premier empereur légendaire descendant de la divinité solaire, Amaterasu, selon les plus anciennes chroniques existantes : le Kojiki et le Nihon shoki.

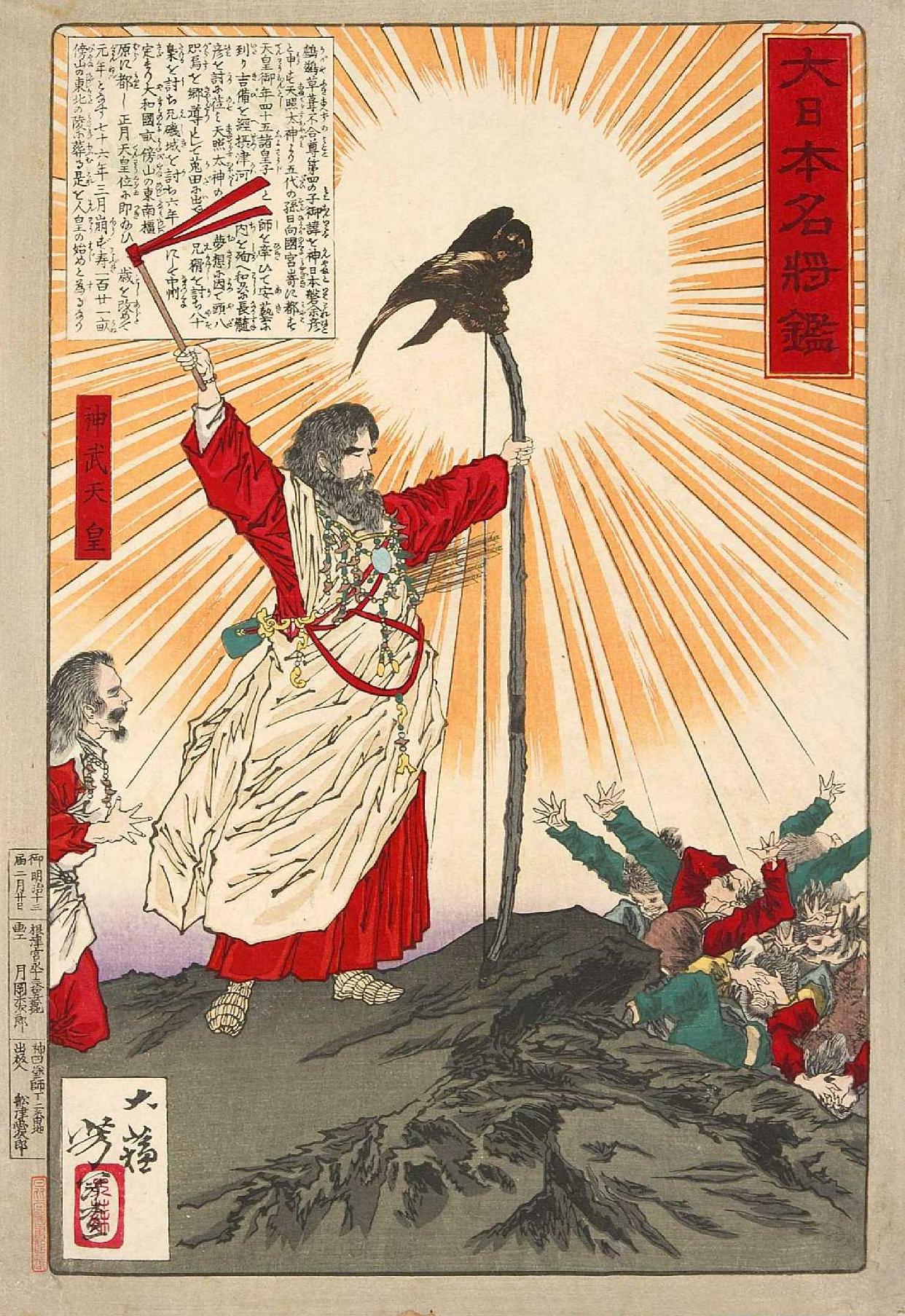
Jinmu, estampe de Tsukioka Yoshitoshi, vers 1880.

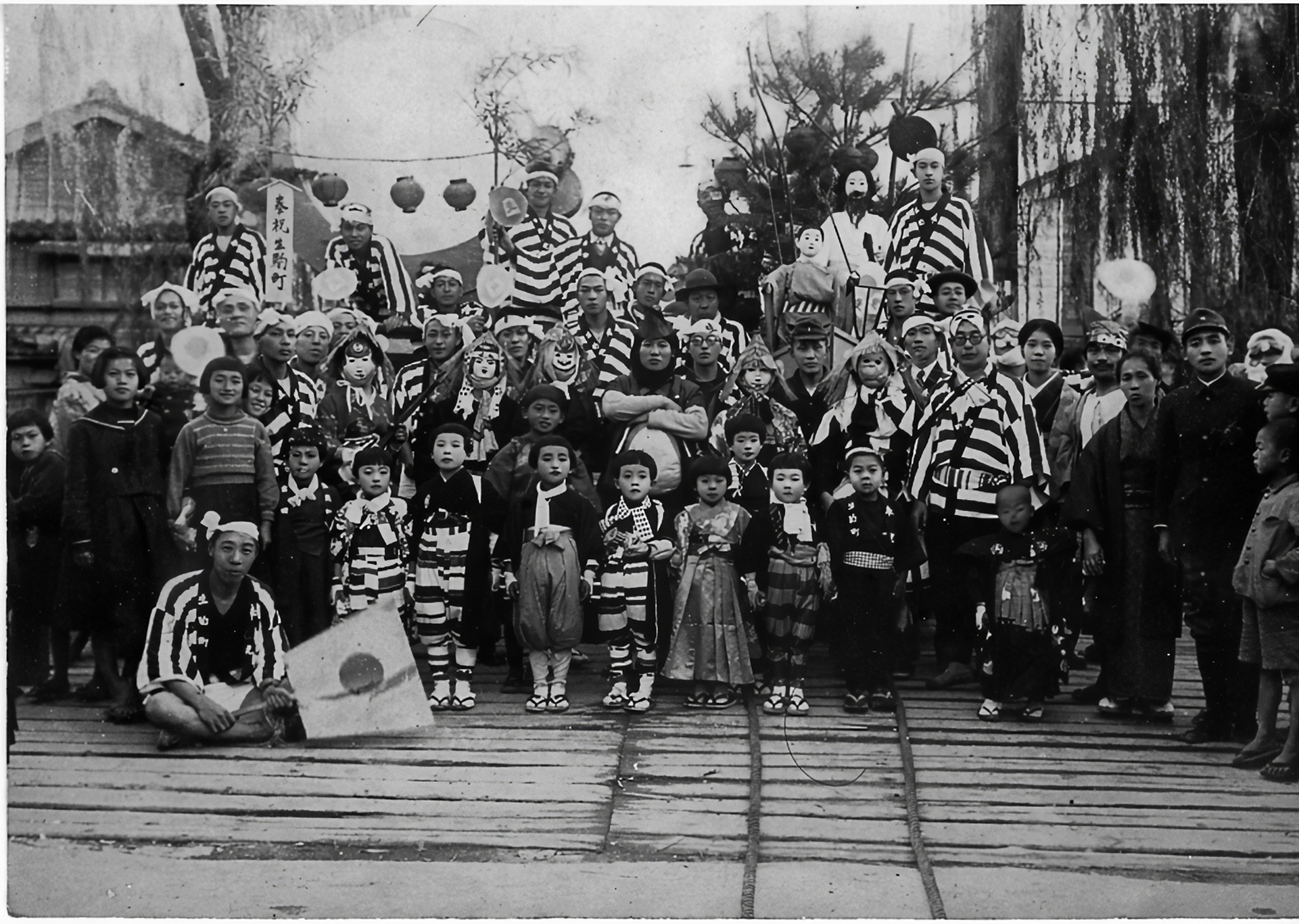
Célébration de Kigensetsu, avant 1940.

Concernant l'origine de cette date mythique, en 604, la cour du Yamato commença à adopter le comput chinois en cycles de soixante ans, partagées en branches représentées par les signes du zodiaque chinois, et en tiges, suivant les cinq éléments. Il lui fallut alors fixer un point de départ à ce calendrier. Les savants de l'époque combinèrent alors deux éléments pour obtenir cette date : tout d'abord, l'année « coq-cadets du métal » est considérée comme une année de grand changement. Il fallait donc trouver une telle année, et ils utilisèrent pour cela un deuxième principe : les ères de vingt-et-un cycles de soixante années, reconnues par les maîtres du calendrier. Ils retrouvèrent l'année « coq-cadets du métal » précédente : l'an 601 de l'ère commune, et remontèrent 21 x 60 ans auparavant : -660 de l'ère commune. L'avènement de cet empereur mythique marquant la création supposée de l'État japonais, il ne pouvait avoir lieu à un autre moment qu'au premier jour du premier mois de l'ancien calendrier.
Lorsque le calendrier occidental fut adopté au début de l'ère Meiji, cette date comme les autres fut adaptée au calendrier grégorien, et a été fixée au 11 février de l'an -660.
Autrefois appelée Kigen-setsu (紀元節, « jour de l’Empire »), cette journée fut officiellement instituée en 1872 puis supprimée après la Seconde Guerre mondiale. Les hasards de l'histoire firent que le 11 février fut le jour où le général américain Douglas MacArthur proposa la première version de la Constitution du Japon.
Cette fête fut réintroduite dans le calendrier officiel en 1966, étant toujours officieusement fêtée par les Japonais. Elle est l’occasion de pavoiser les bâtiments et de réfléchir sur son appartenance à la Nation.
Elle est parfois critiquée, notamment par le parti communiste japonais, pour ne pas respecter les principes constitutionnels de souveraineté du peuple et de séparation entre religion et État.